# Evangelisch-Lutherische Kirche in Baden
Die Evangelisch-Lutherische Kirche in Baden (ELKiB) (nicht zu verwechseln mit der Evangelischen Landeskirche in Baden) ist eine lutherische Kirche altkonfessioneller Prägung. Sie hat den Status einer Körperschaft des öffentlichen Rechts mit Sitz in Karlsruhe, Bismarckstr 1.

## Allgemeines
Die Evangelisch-Lutherische Kirche in Baden bekennt sich zu der Heiligen Schrift Alten und Neuen Testaments als einziger Richtschnur, nach der alle Lehre geurteilt werden soll, und eignet sich die drei allgemeinen Bekenntnisse der Christenheit, nämlich das Apostolische, das Nicänische und Athanasianische, und die besonderen Bekenntnisse der lutherischen Kirche, nämlich die ungeänderte Augsburgische Konfession und deren Apologie, die Schmalkaldischen Artikel, Luthers Großen und Kleinen Katechismus und die Konkordienformel, als diejenigen Bekenntnisse an, in denen die reine Schriftlehre zum Ausdruck kommt. Durch dies ihr Bekenntnis weiß sie sich in Kirchengemeinschaft mit allen Kirchen und Gemeinden evangelisch-lutherischen Bekenntnisses, insbesondere mit denen in Deutschland (Präambel zur Kirchenordnung).
Die ELKiB ist mit anderen lutherischen Kirchen in Deutschland eng verbunden, gehört aber formell zu keiner anderen Kirche (wie etwa der SELK). Sie ist Mitglied im Deutschen Nationalkomitee des Lutherischen Weltbundes (DNK) und genießt in der VELKD den Gaststatus. Sie arbeitet als Gründungsmitglied in der Arbeitsgemeinschaft Christlicher Kirchen (ACK) in Baden-Württemberg und in den örtlichen Arbeitsgemeinschaften mit.
Der ELKiB gehören etwa 2400 Mitglieder in sechs Kirchengemeinden an (Stand: 2024).

## Geschichte
Die Evangelisch-Lutherische Kirche in Baden entstand ab 1850 als Reaktion auf die bereits 1821 im damaligen Großherzogtum Baden durchgeführte Union von lutherischen und reformierten Gemeinden zur „Vereinigten Protestantischen Landeskirche im Großherzogtum Baden“. Insbesondere wegen des 1834 eingeführten Unionskatechismus, der die beiden früheren Bekenntnisse stark vermischte, trennte sich 1850 Carl Eichhorn, Pfarrer im nordbadischen Nußloch, von der unierten Landeskirche. Einige Gemeindeglieder folgten ihm. Sie gründeten die erste „freikirchliche lutherische Gemeinde“ in Durlach bei Karlsruhe. Kurz darauf gründete sich eine weitere Gemeinde im südbadischen Ihringen am Kaiserstuhl. Eichhorn schloss sich mit den Gemeinden den Altlutheranern in Preußen an, wurde aber vom Staat zunächst nicht anerkannt und drangsaliert. Erst 1856 erfolgte ein Duldungserlass des Großherzogtums Baden. Danach entstanden weitere Gemeinden, die sich 1865 zu einer Kirche vereinigen durften (Synodalbildung). Ihre offizielle Anerkennung als Körperschaft des öffentlichen Rechts wurde jedoch erst 1919 nach dem Ersten Weltkrieg vollzogen. 1926 gab sich die Synode der Kirche ihren heutigen Namen. Vorsitzender der Kirchenleitung war ein Pfarrer einer Gemeinde mit dem Titel Senior, ab 1948 Superintendent.
Die Kirche ging Verbindungen mit lutherischen Gemeinden in Hessen und Hannover ein und war zeitweise auch Mitglied einer Vorgängerkirche der heutigen SELK, die sie 1965 jedoch verließ. Seit 1968 ist die Evangelisch-Lutherische Kirche in Baden Mitglied des Lutherischen Weltbundes. 1981 wurde offiziell Kirchengemeinschaft zwischen der SELK und der ELKiB festgestellt. Die Frauenordination wurde nach mehrheitlicher Entscheidung durch die Synode 1994 eingeführt. Aufgrund dessen wurde die Kirchengemeinschaft seitens der SELK eingeschränkt. Der Allgemeine Pfarrkonvent 2001 und die Allgemeine Kirchensynode der SELK 2003 bekräftigten die bestehende Kirchengemeinschaft, hielten jedoch fest, dass ein Amtieren eines Pfarrers der SELK mit einer Pfarrerin in der ELKiB nicht möglich sei. Kirchengemeinschaft könne nicht eingefordert werden. Mit Cornelia Hübner wurde im Jahr 2011 erstmals eine Pfarrerin auf eine der Pfarrstellen der ELKiB berufen.

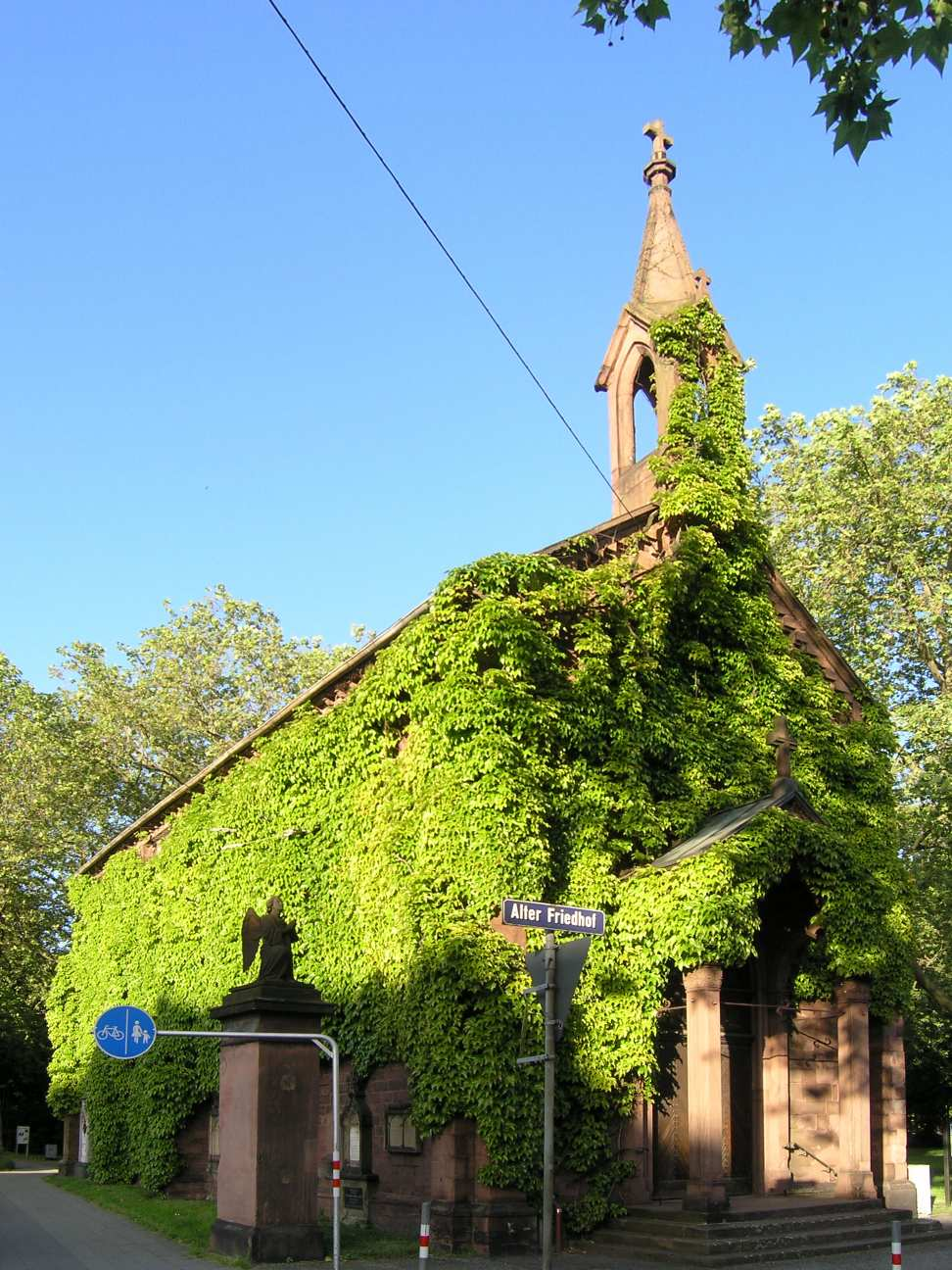
Die Kapelle der evangelisch-lutherischen Gemeinde Karlsruhe

## Gemeinden
Die Evangelisch-Lutherische Kirche in Baden umfasst folgende sieben Gemeinden bzw. Predigtstätten:
- Johannis-Gemeinde Baden-Baden – (St.-Johannis-Kirche)
- Erlöser-Gemeinde Freiburg im Breisgau – (Erlöserkirche)
  - Margarethenkirche Müllheim (Baden), seit 1968 Predigtstätte
- Siloah-Gemeinde Ispringen – (Siloah-Kirche)
- Karlsruhe – (Simeon-Kirche / Kapelle am Alten Friedhof)
- Pforzheim – (Lutherkirche)
- Christus-Gemeinde Lörrach-Steinen – (Christuskirche in Steinen)

## Organisation
Die ELKiB besteht aus ihren Gemeinden. Dabei regelt und ordnet jede Gemeinde ihre Angelegenheiten weitgehend selbständig. Die ELKiB hat eine synodale Verfassung, d. h. die Synode leitet, quasi als „Parlament“, die Kirche.
Jede Gemeinde entsendet in die Synode ihren Pfarrer, eine Kirchenvorsteherin bzw. einen Kirchenvorsteher und auf je 500 Gemeindeglieder einen Abgeordneten. Eine Synodalperiode dauert sechs Jahre.
Die Synode wählt aus ihrer Mitte für die Dauer ihrer Wahlperiode vier Vertreter, die zusammen mit dem Superintendenten und seinem Stellvertreter den Synodalausschuss bilden.
Der Synodalausschuss ist der geschäftsführende Ausschuss der Synode. Er vertritt die ELKiB nach außen. Der Synodalausschuss hat der Synode über seine Tätigkeit Bericht zu geben. Er legt der Synode den Jahresabschluss vor und macht den Entwurf für den Haushaltsplan.
Die geistliche Leitung der ELKiB liegt beim Superintendenten, dem in der Kirche die Bischofsfunktion zukommt. Er ist der Vorsitzende der Synode. Er hat die Gemeinden zu visitieren und Ordinationen und Einführungen zu vollziehen. Jede Gemeinde wird während einer Synodalperiode einmal visitiert. Der Superintendent wird von der Synode gewählt. Seine Wahlperiode dauert zehn Jahre. Der aktuelle Superintendent ist Pfr. João Carlos Schmidt, sein Stellvertreter Pfr. Andreas Schwarz.

## Verwaltung
Die ELKiB verwaltet sich selbst. Seit 1919 sind die Gemeinden der ELKiB als Körperschaften öffentlichen Rechtes anerkannt. Sie regelt ihre Angelegenheiten als Kirche selbst. So werden auch die fälligen Beiträge von der Synode festgesetzt.
Die ELKiB nimmt auf Beschluss der Synode nicht am Kirchensteuerabzug durch die Finanzämter teil, um unabhängig vom Staat und seiner Steuerpolitik zu sein. Die einzelnen Gemeinden erheben von ihren Mitgliedern je nach Einkommen einen in der Höhe gestaffelten Kirchenbeitrag, den die Synode festgesetzt hat.
Die Gemeinden berufen ihre Geistlichen selbst, wobei die Berufbarkeit des Kandidaten zuvor vom Synodalausschuss mit Beratung durch den Pfarrkonvent festgestellt werden muss.